# 田沢湖抱返り県立自然公園
田沢湖抱返り県立自然公園（たざわこだきがえりけんりつしぜんこうえん）は、秋田県東部に位置する県立自然公園。

## 概要
日本で最も深い湖である田沢湖を含む田沢湖潟の全部、及び玉川の流れが作り出した抱返り渓谷を領域とする。仙北市内の玉川中流の全長約10kmが公園の範囲となっている。公園南部は白岩岳付近で真木真昼県立自然公園と隣接する。
田沢湖は秋田県民歌1番にもあるように、最大深度423.4mと世界では17番目、日本では最も深い湖である。一方、抱返り渓谷は玉川が作り出した急峻な渓谷である。穏やかな田沢湖とは異なり、玉川の急な水の流れが渓谷の中を流れる。回顧ノ滝や百尋ノ滝などがあり、また真昼山地北部の和賀山塊の山々を水源とするいくつもの沢が玉川に合流する。加えて周囲にはブナ混生林などの原生自然が広がっている。

## 地理

### 主な山
- 白岩岳（北側）
- 小影山
- 大影山

### 主な川・谷
- 抱返り渓谷（玉川）
- 田沢疏水

### 主な湖
- 田沢湖
- 神代ダム
- 夏瀬ダム

## 関連市町村
- 仙北市